# Servais Knaven
Theodorus Josephus Henricus Knaven, detto Servais (Lobith, 6 marzo 1971), è un ex ciclista su strada e pistard olandese.
Professionista dal 1993 al 2010, ha completato sedici edizioni consecutive della Parigi-Roubaix, eguagliando il record di Impanis e vincendone anche una, nel 2001.

## Carriera
Cominciò a correre in bicicletta all'età di 7 anni; nelle categorie giovanili vinse diversi titoli nazionali, soprattutto su pista. Tra i dilettanti (alla Koga Miyata, in squadra con atleti come Blijlevens, Hoffman e de Jongh) si fece notare vincendo per due volte l'Olympia's Tour, importante corsa a tappe riservata alla categoria. Passò professionista nel 1994 con la formazione olandese TVM, e alla seconda stagione da pro si aggiudicò il titolo di campione olandese in linea. Successivamente la sua carriera si orientò in particolare sulle classiche del pavé, in cui principalmente corse da gregario. Nel 1998 vinse il Grote Scheldeprijs.
Nel 2001 si trasferì alla Domo-Farm Frites di Patrick Lefevere, squadra che nei suoi ranghi contava diversi specialisti delle corse sul pavé, come i belgi Johan Museeuw, tre volte vincitore della Paris-Roubaix e del Giro delle Fiandre, e Leif Hoste. Fu alla Parigi-Roubaix di quell'anno che Knaven approfittò al meglio della strategia della squadra – Museeuw era stato vittima di cinque forature e Romāns Vainšteins venne tenuto fresco per l'eventuale sprint – per partire in solitaria a 12 chilometri dal traguardo e vincere proprio davanti al "Leone delle Fiandre" e a Vainšteins, a completare la tripletta della Domo.
Nel prosieguo della sua carriera, Knaven continuò a ricoprire un ruolo da gregario, per Museeuw prima e poi per Tom Boonen alla Quick Step. Si mise in luce ancora nel 2003 quando, dopo aver ottenuto un quinto posto alla Gand-Wevelgem e un settimo alla Parigi-Roubaix, vinse una tappa al Tour de France, alla sua settima partecipazione.
Nel 2009 passò alla squadra tedesca Milram; l'anno dopo, all'età di 39 anni, risultava essere il corridore più anziano sotto contratto con una squadra UCI ProTour. Nell'aprile 2010 terminò quarantaduesimo la sua sedicesima Parigi-Roubaix consecutiva, eguagliando il record del belga Raymond Impanis. Il giorno successivo annunciò il ritiro dall'attività sportiva, ritiro che arrivò il 15 agosto 2010 al termine del criterium di Etten Leur, organizzato in suo onore e che vide la partecipazione di numerosi campioni del presente e del passato.

## Palmarès
- 1992

Classifica generale Olympia's Tour
Omloop om Schokland
- 1993

4ª tappa Teleflex Tour
Classifica generale Teleflex Tour
Classifica generale Olympia's Tour
Ster van Brabant
- 1995

Campionato olandese, Prova in linea
- 1997

Cronoprologo Giro di Svezia (Uppsala)
Classifica generale Post Danmark Rundt
- 1998

1ª tappa Étoile de Bessèges (La Ciotat > Aubagne)
Grote Scheldeprijs
Dwars door Gendringen
- 1999

Delta Profronde
- 2000

1ª tappa Tre Giorni delle Fiandre Occidentali (Bellegem > Bellegem)
Classifica generale Tre Giorni delle Fiandre Occidentali
- 2001

Parigi-Roubaix
- 2003

17ª tappa Tour de France (Dax > Bordeaux)
5ª tappa Tour of Qatar (Sealine Beach Resort > Doha)
- 2005

5ª tappa Tirreno-Adriatico (Saltara > Saltara)

### Altri successi
- 1995

Criterium di Wateringen
- 1997

Criterium di Steenwijk
- 1998

Profonde van Pijnacker
Dwars door Gendrigen
Nacht van Hengelo
Gouden Pijl-Emmen
- 2000

Criterium di Oostvorne
Criterium di Almelo
- 2001

Criterium di Maade
Acht van Chaam
Profronde Spijkenisse
- 2003

Acht van Chaam
Criterium di Heerlen
Criterium di Maarheze
Criterium di Mjil van Mares
- 2004

Wielerronde van Boxmeer-Daags na de Tour
- 2005

Criterium di Valkenburg
- 2007

Criterium di Etten-Leur
- 2008

Profronde van Zandvoort
- 2010

Profronde van Maastricht

## Piazzamenti

### Grandi Giri
- Giro d'Italia

2000: ritirato (5ª tappa)
- Tour de France

1996: non partito (5ª tappa)
1997: 107º
1998: non partito (19ª tappa)
2000: 109º
2001: 90º
2002: 137º
2003: 123º
2004: 142º
2005: 149º
- Vuelta a España

1995: 103º
1997: non partito (18ª tappa)
1998: ritirato (11ª tappa)
1999: 94º

### Classiche monumento
- Milano-Sanremo

1996: 103º
1998: 169º
1999: 79º
2000: 67º
2001: 170º
2002: 166º
- Giro delle Fiandre

1995: 82º
1996: fuori tempo
1997: 53º
1998: 28º
1999: 34º
2000: 54º
2001: 25º
2002: 22º
2003: 87º
2004: 52º
2005: ritirato
2007: ritirato
2009: 85º
2010: ritirato
- Parigi-Roubaix

1995: 36º
1996: 30º
1997: 30º
1998: 39º
1999: 30º
2000: 12º
2001: vincitore
2002: 13º
2003: 7º
2004: 34º
2005: 39º
2006: 44º
2007: 70º
2008: 34º
2009: 36º
2010: 43º

### Competizioni mondiali
- Campionato del mondo

Duitama 1995 - In linea: ?
San Sebastián 1997 - In linea: 42º
San Sebastián 1997 - Cronometro: 23º
Valkenburg 1998 - In linea: 64º
Valkenburg 1998 - Cronometro: 25º
Verona 1999 - In linea: ritirato
Zolder 2002 - In linea: 71º
Zolder 2002 - Cronometro: 43º
- Giochi olimpici[1]

Barcellona 1992 - Inseguimento individuale: 9º
Barcellona 1992 - Inseguimento a squadre: 12º
Atene 2004 - In linea: ritirato